# Ahamadi Sidi
 (avril 2025).
Ahamadi Sidi Nahouda est un enseignant et homme politique comorien, actuellement ministre de la Santé et de la Protection sociale dans le gouvernement de l’Union des Comores depuis 14 avril 2025.

## Biographie
Né le 11 décembre 1964 à Moya sur l’île d’Anjouan (Ndzuwani), Ahamadi Sidi est diplômé en lettres modernes françaises. Il a également suivi des formations en gestion du risque en assurance maladie et en régulation des organismes de prévoyance sociale, notamment à l'École nationale supérieure de sécurité sociale (EN3S, France) et en communication dans un organisme de prévoyance sociale à Libreville (Gabon). Il parle couramment le français, l’arabe et l’anglais.
Avant sa nomination ministérielle, il a exercé plusieurs fonctions dans les domaines de la solidarité, des systèmes de protection sociale et du conseil.

## Parcours professionnel

### Enseignement
Ahamadi Sidi a consacré près de trois décennies à l’enseignement. Il commence comme professeur de français dans le cadre du service national en 1987 au centre rural d’Ouvanga, avant d'être officiellement recruté en tant que professeur certifié en lettres (français-arabe) dès 1990. Il exerce dans plusieurs établissements secondaires à travers les Comores : Chezani, Salimani, Koimbani, Ntsoudjini, Itsandra et Mboueni, jusqu’en 2017.
Parallèlement à ses activités pédagogiques, il est cofondateur du lycée La Pléiade à Moroni et en est le gérant de 2007 à 2017.

### Engagement administratif et institutionnel
En 1991, Ahamadi Sidi est recruté comme contrôleur du Recensement général de la population et de l’habitat (RGPH).
Entre 1994 et 1995, il occupe le poste de directeur administratif et financier adjoint à l’Office national pour l'importation et la commercialisation du riz (Onicor), une institution stratégique dans la politique d’approvisionnement du pays.
En avril 2017, Ahamadi Sidi est nommé directeur général de la Caisse nationale de solidarité et de prévoyance sociale (CNSPS) par décret présidentiel, devenant ainsi le deuxième dirigeant de cette institution depuis sa création.
Sous sa direction, la CNSPS connaît une évolution notable, marquée par :
- la mise en place du code national de la prévoyance sociale[3] ;
- l’instauration d’un conseil d’administration ;
- la création de nouveaux postes de direction, dont celui de directeur général adjoint (reforme statutaire)[4] ;
- la réhabilitation des directions régionales sur les trois îles de l’Union des Comores[5].

Ces réformes visaient à moderniser l’institution et à la préparer structurellement à accueillir de nouveaux mécanismes de couverture sociale, notamment l’Assurance maladie généralisée (AMG).
Il joue un rôle dans la conception et les premières phases de l’AMG, financée par l’Agence française de développement (AFD). Avant que le projet ne soit attribué à une cellule de gestion dédiée (projet d’appui à l'Assurance maladie généralisée, PAAMG), il en assure les fondations techniques et organisationnelles.
Sa stabilité à la tête de la CNSPS permet également à l’institution de faire face avec efficacité à la crise du COVID-19, en assurant la continuité des services sociaux et la protection des assurés, dans un contexte national et sanitaire difficile.
Il quitte ses fonctions de directeur général de la CNSPS en février 2025, à la suite de son élection comme député dans la 7e circonscription (Sima II).

## Carrière politique
Ahamadi Sidi entame son engagement politique en 1992, en se présentant aux élections législatives dans la 22e circonscription de Moya, sous l’étiquette du parti Mwangaza. À l’époque, cette circonscription correspond au territoire de l’actuelle région de Sima. C’est à la suite d’un découpage électoral adopté en 2023 (après les élections législatives comoriennes de 2020) que la circonscription a été scindée en Sima 1 et Sima 2.
En 2015, il rejoint la direction nationale du parti Convention pour le renouveau des Comores (CRC) en tant que secrétaire national adjoint. À ce poste, il contribue de manière significative à la campagne présidentielle de 2016, qui conduit à l’élection du candidat du parti, Azali Assoumani, à la présidence de l’Union des Comores. Son engagement sur le terrain et son rôle stratégique au sein de l’appareil du parti renforcent sa position parmi les cadres du CRC.
Lors des élections législatives de 2025, il est élu député dès le premier tour dans la nouvelle 7e circonscription (Sima II), devenant ainsi le premier député élu de cette circonscription nouvellement créée. À l’issue de l’ouverture de la XIe législature, il est élu l’un des cinq secrétaires du bureau de l'Assemblée nationale.
Peu après, le 15 avril 2025, il prend congé de son mandat parlementaire à la suite de sa nomination en tant que ministre de la Santé et de la Protection sociale dans le gouvernement Azali IV.